# Fausto Acosta Romo
Fausto Acosta Romo (Sonora, 20 de octubre de 1915-?) fue un político mexicano, miembro del Partido Revolucionario Institucional (PRI). Fue funcionario estatal, senador y en dos ocasiones aspiró a la candidatura del PRI a gobernador de Sonora.

## Biografía
Realizó estudios básicos en la ciudad de Hermosillo, donde se recibió como maestro normalista; de forma posterior se trasladó a la Ciudad de México a ingresar a la entonces Escuela Nacional de Jurisprudencia de la Universidad Nacional Autónoma de México (UNAM), donde se tituló como licenciado en Derecho en 1937 con la tesis «El derecho de huelga y el arbitraje obligatorio en nuestro derecho social». En la UNAM fue compañero de estudios de Antonio Rocha Cordero.
Fue practicante de abogado en la Compañía Mexicana de Petróleo El Águila, fue director del departamento Legal y del departamento de Crédito del Banco Nacional de Crédito Ejidal en Ciudad Obregón y abogado del departamento Legal de Petróleos Mexicanos (PEMEX). Fue presidente del comité estatal del entonces Partido Nacional Revolucionario (PNR) en Sonora.
En 1949 el gobernador de Sonora Ignacio Soto Martínez lo nombró secretario general de Gobierno, correspondiendole ejercer el despacho de la gubernatura en algunos cortos periodos. Renunció al cargo en 1952 para ser postulado candidato del PRI a Senador por Sonora, siendo elegido para las Legislaturas XLII y XLIII; que concluyeron en 1958 y en las que fue integrante de las comisiones de Migración; de Salud; tercera de Trabajo; y, segunda Escrutadora.
En 1961 aspiró a la candidatura del PRI a la guberatura de Sonora, siendo su postulación casi un hecho consumado y habiendo recibido el respaldo público de la Confederación Nacional Campesina (CNC), fue finalmente desplazado y postulado en su lugar Luis Encinas Johnson, entonces rector de la Universidad de Sonora. Formalmente su rechazo se debió a que no cumplía que la residencia mínima legal en Sonora, aunque este cambio generó descontento entre sus partidarios.
Tras esto, en 1964 al iniciarse la presidencia de Gustavo Díaz Ordaz es nombrado Subprocurador "A" de la Procuraduría General de la República, cuyo titular era su antiguo condiscípulo Antonio Rocha Cordero. Renunció al cargo en 1966 y volvió  a Sonora, para buscar nuevamente la candidatura a la gubernatura sin tener el conflicto de residencia previa. En esta ocasión realizó una precampaña abierta para manifestar su aspiración, junto con otro interesado, Enrique Cubillas. Sin embargo, una vez más fue desplazado y tras una serie de conflictos y versiones encontradas, en 1967 el PRI postuló como su candidato a la gubernatura a Faustino Félix Serna. En esta ocasión este hecho causó un grave conflicto social y político en el estado, que pronto fue protagonizado por los grupos estudiantiles de la Universidad de Sonora que lo habían apoyado y que desplazando la causa original, se convirtió en una protesta por derechos democráticos básicos. El conflicto terminó al ser enviado el ejército a ocupar la instalaciones universitarias, en un preludio de lo que ocurriría un año después en la Ciudad de México.
Tras estos hechos, no volvió a figurar en cargos públicos, hasta su fallecimiento.